# Sheila Scott Macintyre
Sheila Scott Macintyre FRSE (23 de abril de 1910 - 21 de marzo de 1960) fue una matemática escocesa conocida principalmente por su trabajo en la constante de Whittaker. Macintyre también es conocida por ser coautora de un diccionario de matemáticas alemán-inglés con Edith Witte.

## Educación

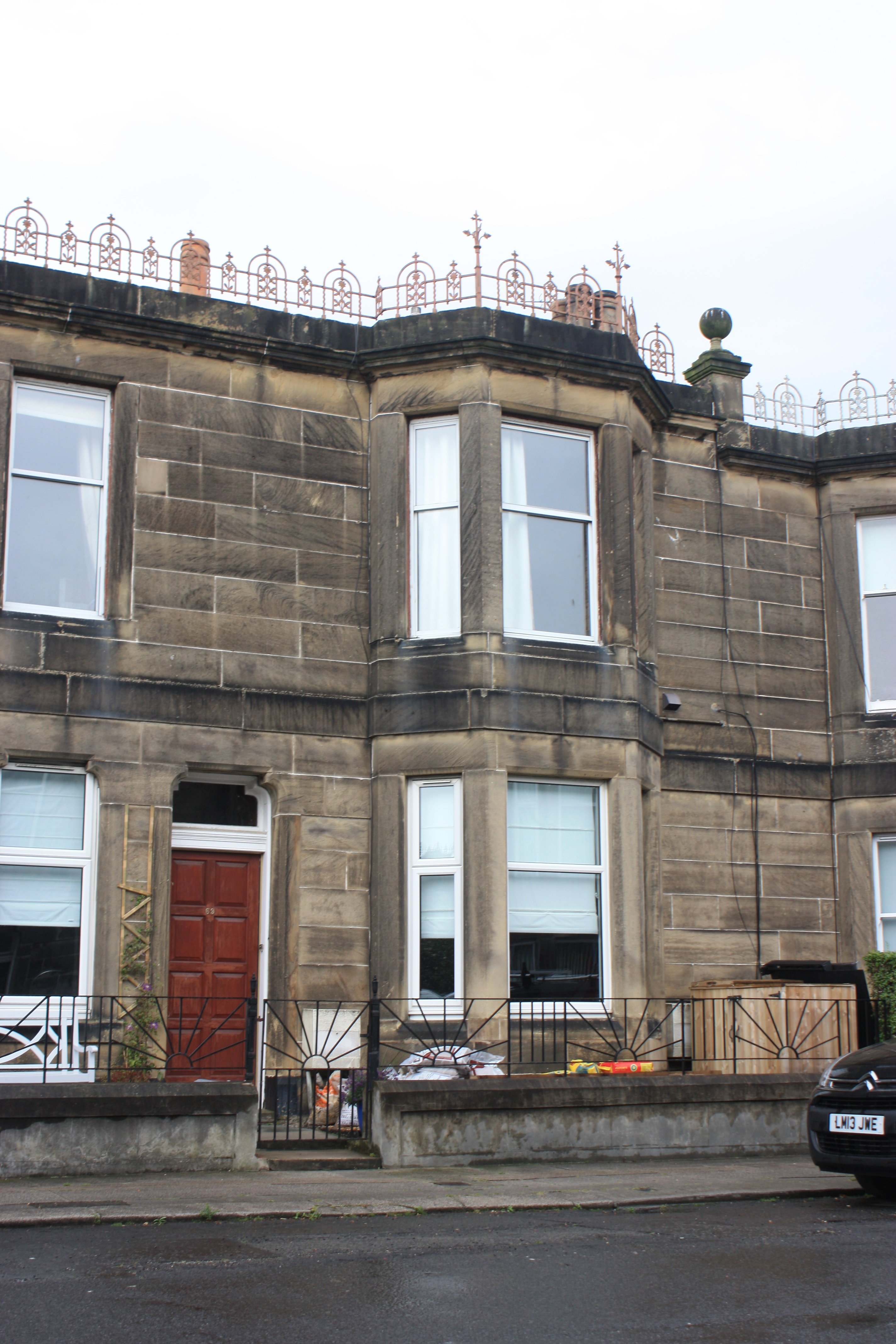
Avenida 69 Dudley, Edimburgo

Sheila Scott nació en Edimburgo, Escocia, el 23 de abril de 1910, hija de Helen Myers Meldrum y James Alexander Scott. La familia vivía en la avenida 69 Dudley, cerca de la Trinity Academy, donde su padre era maestro.
Asistió a Trinity Academy, Edimburgo, tiempo durante el cual su padre fue nombrado Rector de la Academia. Entre 1926 y 1928 asistió a Edinburgh Ladies 'College (ahora The Mary Erskine School) donde se graduó de Dux en Matemáticas y del Dux of the College. Estudió en la Universidad de Edimburgo, donde se graduó en 1932 con una maestría en matemáticas y filosofía natural. Luego, continuó sus estudios en Girton College, Cambridge, tomando el Mathematical Tripos. En su último año en la Universidad, trabajó en un proyecto de investigación bajo la supervisión de Mary Cartwright. Esto dio lugar a su primer trabajo publicado sobre los períodos asintóticos de funciones integrales.  

## Carrera
Entre 1934 y 1940 Scott enseñó matemáticas en varias escuelas. Durante este período, Edmund Whittaker presentó a Scott al matemático compañero Archibald James Macintyre. Los dos se casaron en 1940, y poco después fue nombrada profesora asistente en la Universidad de Aberdeen, donde su esposo era profesor. Durante este tiempo ella comenzó a trabajar en su tesis doctoral. Mientras estaba embarazada de su segundo hijo, dejó de enseñar pero continuó investigando. Recibió su doctorado de Aberdeen en 1947 con la tesis Some Problems in Interpolatory Function Theory y bajo la supervisión de Edward Maitland Wright.
Entre 1947 y 1958 publicó otros 10 artículos durante un período donde la pareja tuvo tres hijos: Alister William Macintyre (nacido en 1944), Douglas (nacido en 1946 - muerto en 1948 de enteritis) y Susan Elizabeth Macintyre Cantey (nacida en 1950). De su investigación durante este tiempo, Wright escribió: "...bueno como su investigación estuvo allí habría sido más si no hubiera tenido una familia que cuidar". En 1956 ella y Edith Witte publicaron el libro German-English Mathematical Vocabulary (Vocabulario matemático alemán-inglés).
En 1958, la familia emigró a Cincinnati, Estados Unidos, donde Macintyre aceptó una cátedra visitante en la Universidad de Cincinnati. También en 1958, fue elegida miembro de la Royal Society of Edinburgh.
Sheila Scott Macintyre murió en 1960 en Cincinnati, Ohio, EE. UU. después de una larga batalla contra el cáncer de mama.
Mary Cartwright escribe en su obituario "Es recordada como una conferenciante excepcionalmente clara, y una excelente maestra con un interés sincero pero realista en cada uno de sus alumnos y también como una colega encantadora, servicial y a menudo divertida".